# Whitney Port
Whitney Eve Port (Los Angeles, 4 marzo 1985) è un personaggio televisivo, stilista e modella statunitense, conosciuta per essere stata protagonista dei reality show americani The Hills e The City.

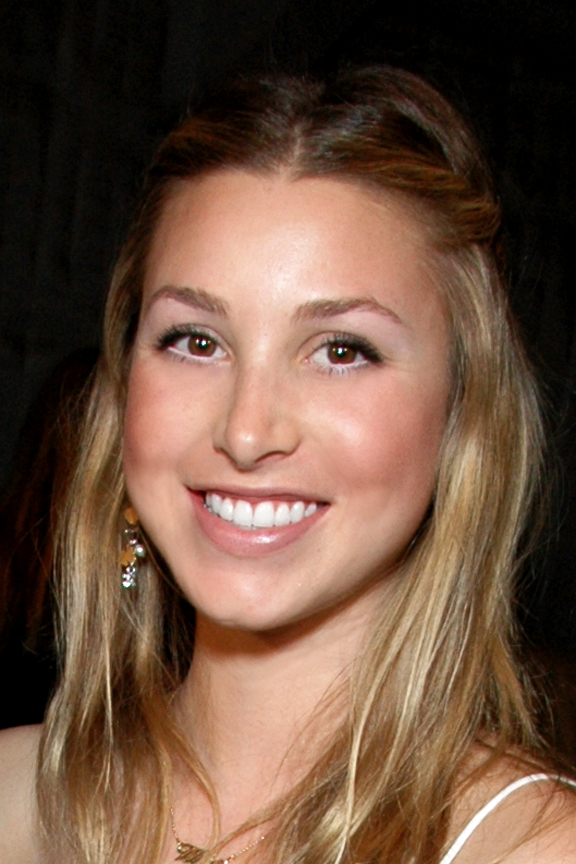
Whitney Port.

Whitney è nata e cresciuta a Los Angeles, California, figlia di Jeffery e Vicki Lyn Port (nata Woskoff). Lei è la più giovane di tre sorelle e un fratello. Suo padre, Jeff, è il proprietario di un'azienda di moda chiamata Swarm. Whitney Port ha frequentato la Warner Avenue Elementary School e la Crossroads School per le Arti e le Scienze. Nel 2007 si è infine laureata alla University of Southern California (USC), con una laurea in studi di genere.

## Carriera

### Attrice
La carriera di Whitney Port è descritta nei due reality show The Hills e The City, dove lei è protagonista. Prima di lavorare a Teen Vogue, Whitney ha fatto uno stage per la rivista Women's Wear Daily per due estati. Ha anche fatto un internato per la rivista W per tre estati. Dal 2005 al 2007, Whitney è stata una stagista con l'amica Lauren Conrad. L'episodio finale della seconda stagione di The Hills mostra il colloquio a Whitney presso la sede di Vogue a New York per la posizione di "Collaboratore Moda" a Teen Vogue. L'episodio drammatizza la competizione tra la Port e un'altra giovane ragazza, Emily Weiss, che era già apparsa nella seconda stagione come stagista in visita da New York. È stato rivelato nella terza stagione che a Whitney è stato assegnato il posto di lavoro, ed è stata assunta da Teen Vogue a Los Angeles. La Port lascia Teen Vogue nel 2007 per la "People's revolution", una società di PR appartenente al mondo della moda.
Di proprietà di Kelly Cutrone, People's Revolution ha uffici a New York, Los Angeles e Parigi. Lauren torna a lavorare con l'amica Whitney a People's Revolution. Nel 2008, Whitney ha avuto un colloquio con l'etichetta di moda Diane von Fürstenberg. È stata accettata per il lavoro e si è trasferita a New York. Il suo lavoro con Diane von Furstenberg è stato descritto ampiamente nel suo nuovo reality show The City. Nel 2011 ha presentato lo show Genuine Ken. Nel 2012 è giudice nel programma Britain's Next Top Model e lavora come stilista nel programma America's Next Top Model.

### Modella
In sei episodi della prima stagione di The Hills, Whitney dimostra la sua prima esperienza come modella di pista. Camminava in un DKNY Jeans mostra alla settimana della moda di Los Angeles. Port svolge ancora il ruolo di modella in undici episodi, quando appare su un segmento di Good Morning America con André Leon Talley, l'editor-at-large della rivista Vogue. È comparsa sulle copertine di riviste come Teen Vogue, Rolling Stone, Seventeen e Cosmopolitan.

### Stilista
Nel marzo 2008, Whitney ha debuttato con la sua linea di abbigliamento di cocktail e partywear chiamato Whitney Eve. La linea di abbigliamento è stata presentata al New York Fashion Week di settembre 2009, nella primavera/estate 2010. Alla fine della prima stagione di The Hills, Teen Vogue offre l'opportunità a Lauren Conrad di trascorrere l'estate del 2006 a Parigi. Quando Lauren ha deciso di non accettare l'incarico, la Port si recò a Parigi al suo posto. Nell'ottavo episodio della stagione viene offerto alla sorella minore di Whitney, Jade, un lavoro come una modella in un servizio di moda fotografia di Teen Vogue.

## Vita privata
Dopo quasi due anni di fidanzamento, il 7 novembre 2015 sposa Tim Rosenman a Palm Springs, in California.
Il 27 luglio 2017 è nato il primo figlio della coppia, chiamato: Sonny Sanford Rosenman.